# 2014年カナダ議会銃乱射事件
2014年カナダ議会銃乱射事件（2014ねんカナダぎかいじゅうらんしゃじけん）は、2014年10月22日にカナダのオンタリオ州オタワのカナダ国会議事堂のある地区（en:Parliament Hill）で銃が乱射され、容疑者を含む二人が死亡した事件である。

## 事件の推移

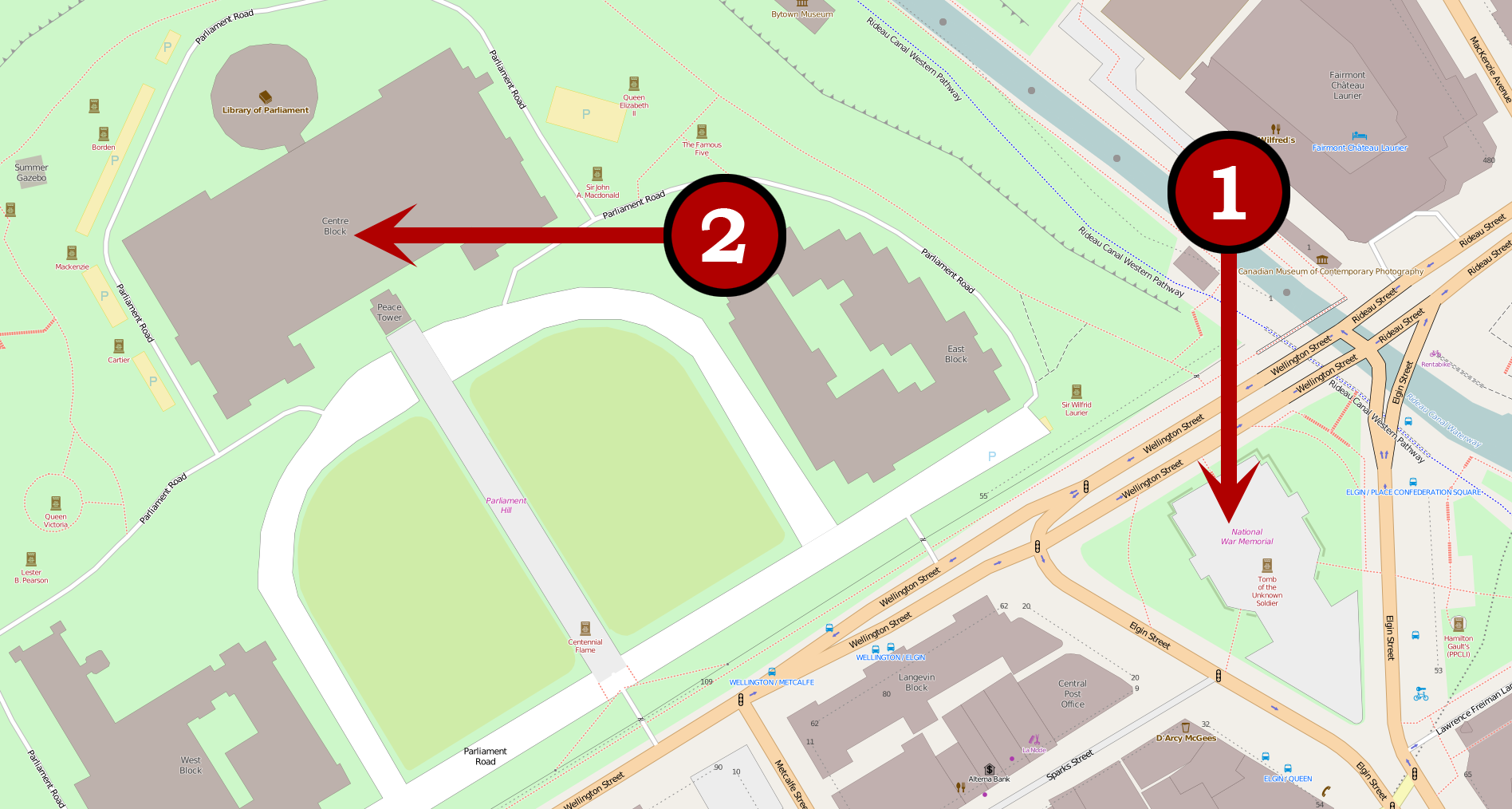
事件現場の概要図
1:戦没者記念碑、2:議事堂

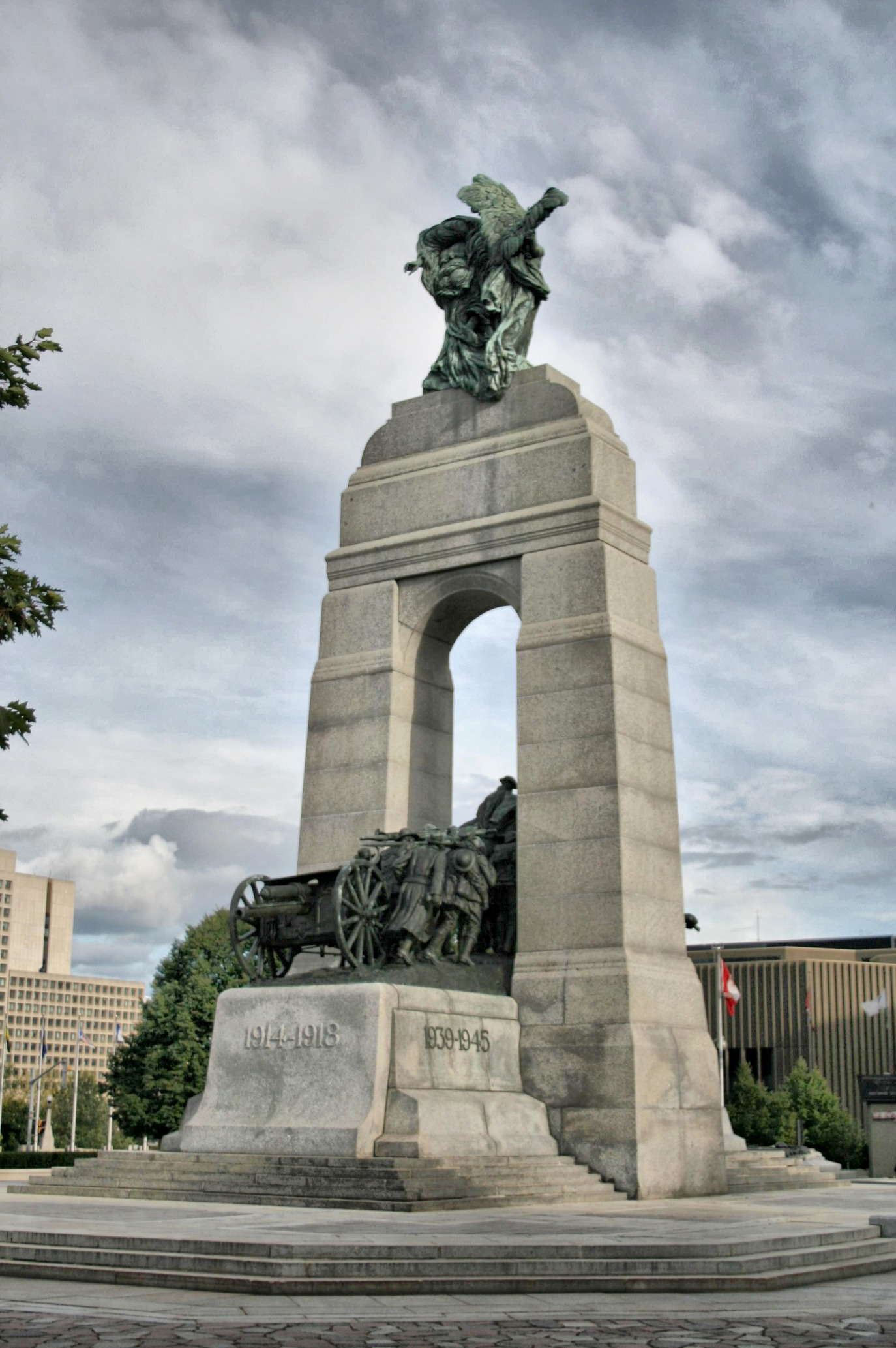
戦没者記念碑(en)

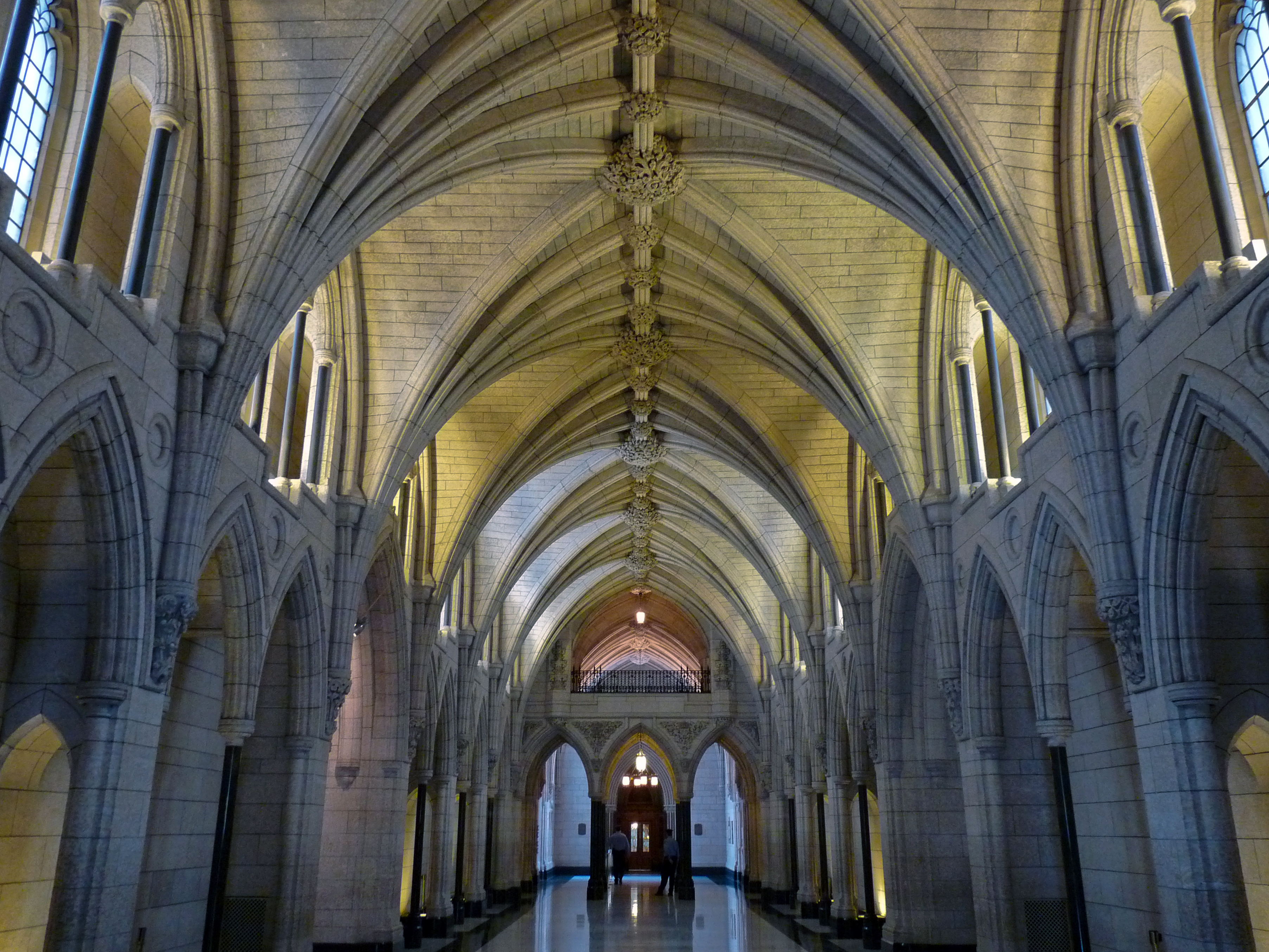
カナダ議事堂内

2014年10月22日、銃を持ったマイケル・ゼハフビボーが首都オタワの中心部にある戦没者記念碑を警備中だったネイサン・シリロ(Nathan Cirillo)伍長をレバーアクション・ライフルの.30-30ウィンチェスターで射殺。その後、通りかかった車を強奪し、近くの国会議事堂まで走らせた。現地時間の午前9時52分、議事堂に到着し正面玄関から内部に侵入したゼハフビボーは銃を30回以上乱射し、警護官一人の足を撃ち、ホールを国会図書館の方向へ走り、守衛官控室の隣にある小部屋へ逃げ込もうとした。控室には守衛官ケビン・ビッカースが銃を取りに戻っており、身を床に投げ出してゼハフビボーに3回発砲し射殺した。
乱入時、議会ではスティーヴン・ハーパー首相が演説中であったが避難し難を逃れている。ビッカースは射殺後、近くの会議室に入り、身を潜めていたカナダ保守党議員に「私が彼を倒しました」と宣言し襲撃事件は幕を下ろした。ハーパー首相は国民向けに演説し、テロ事件に屈せず国民の安全を守ると決意を示した。翌23日、いつものように金の職杖（カナダの議会で議会開催中に議長の横に置かれるメイス）を議場内に運んできたビッカースは議員総立ちの拍手喝采で迎えられ、与野党からその英雄的行動が讃えられた。また議会開会前には戦没者記念碑に議員が集まり、犠牲となったシリロに黙祷が捧げられた。

## 容疑者
王立カナダ騎馬警察によれば、一連の事件を引き起こしたのはケベック州出身で、イスラム教に改宗したカナダ人のマイケル・ゼハフビボー(Michael Zehaf-Bibeau)であるとされている。動機については後述のパスポート申請にてトラブルがあったことなどが推測されているが、完全に明らかにされておらず、またイスラム過激派との関係の有無についてもわかっていない。
2003年には強盗、並びに武器の所持で禁錮2年の有罪判決を受けている。また違法薬物所持の疑いでも捜査対象になっており、マリファナなどの薬物所持や、2011年にはバンクーバーにて窃盗事件も起こしている。
ゼハフビボーは事件直前に当局によってパスポートを剥奪されており、このため10月2日にパスポートを申請するためオタワ入りした。事件当初、警察はゼハフビボーの母スーザンの証言により、彼がシリアへの渡航を希望していたと発表していた。しかしその後、当のスーザンがこの警察発表を否定し、実際にはイスラム教やコーランを学ぶためサウジアラビアへの渡航を希望していたという声明を発表し、警察当局も当初の発表が誤りであったことを認めている。
また事前発生直後、ゼハフビボーは高リスク旅行者としてカナダ政府当局より監視対象となっていたとされていたが、その後監視対象となっている90人には含まれていないことが明らかとなっている。

## 事件の影響

### 治安維持
最も警備が厳重であると考えられている議会議事堂でこのような事件を許したことに、カナダにおける警備体制の甘さが露呈したと分析された。そもそもオタワの警備体制は多くの公共施設にて最小規模にとどめられており、事件の起こる少し前までは議事堂の大半の警備員は武装していなかった。事件翌日の23日にハーパー首相は治安当局による監視、拘束、逮捕の権限強化を早める考えを示し、またアメリカはカナダとの国境の検問を強化することを検討中と報じられた。

### アメリカとの関係
2014年に入り中東で急速に勢力を拡大したイスラム教スンナ派の過激派組織ISILに対し、アメリカは9月中旬に掃討を目的とした“幅広い有志連合”を呼びかけ、これに欧米や中東諸国が参加。10月にはカナダも有志連合への参加を表明し、10月21日には過激派の脅威が増加していることを理由にテロ警戒水準を引き上げたばかりであった。ハーパー首相自身、ISILの脅威の一部が自国に向けられていることを認めていた。このため、カナダのアメリカ主導の軍事作戦への関わり方に関する議論が起こる可能性も指摘された。

### 経済
この事件はアメリカの株式市場の反落を招いたと分析され、事件の発生した10月22日はダウ平均株価は前日比0.92％、ナスダック総合指数は0.83％、S&P 500は0.73％、それぞれ下落した。またアメリカの株価下落を受け、10月23日の日経平均株価も下落した。

## 事件に対する反応
- アメリカ合衆国 - バラク・オバマ大統領は悲劇的な事件と表現し、暴力やテロへの警戒の必要性が裏付けられたとした。テロへの対処にはカナダとアメリカの協調が重要とも指摘し、カナダへの支援を表明した[7]。